# Сиялко, Владимир Васильевич
Владимир Васильевич Сиялко (24.06.1932, д. Ваютино Шаховского района Московской области — 02.04.1991, Москва) — советский инженер, специалист в области испытаний ядерных боеприпасов.

## Биография
Окончил Московский электротехнический институт связи (1955).
В 1956—1988 гг. работал во ВНИИА в должностях от инженера до главного
инженера военно-сборочной бригады. Воинское звание полковник.
Лауреат Государственной премии СССР 1979 г. — за создание и освоение в серийном производстве ядерных боеприпасов для торпедного и ракетного оружия ВМФ.
Награды: орден «Знак Почёта» (1968), медали «За безупречную службу» 1-3 степеней, «40 лет Вооруженных Сил СССР», «20 лет Победы в Великой Отечественной войне», «50 лет Вооруженных Сил СССР», «За воинскую доблесть. В ознаменование 100-летия со дня рождения В. И. Ленина», «60 лет Вооруженных Сил СССР», «70 лет Вооруженных Сил СССР».